# Championnat de France de basket-ball 2019-2020
Navigation
2018-2019 2020-2021
| \| Boulazac Bourg Chalon Châlons Cholet Dijon Gravelines Le Mans Le Portel Levallois Limoges Monaco Nanterre Orléans Pau Roanne Strasbourg Villeurbanne \| Localisation des clubs engagés. |
| Boulazac Bourg Chalon Châlons Cholet Dijon Gravelines Le Mans Le Portel Levallois Limoges Monaco Nanterre Orléans Pau Roanne Strasbourg Villeurbanne                                       |

La saison 2019-2020 de Pro A est la quatre-vingt-dix-huitième édition du championnat de France masculin de basket-ball, la trente-troisième depuis la création de la LNB et la deuxième entière sous l'appellation « Jeep Élite ». La saison est marquée par une suspension du championnat à partir de mi-mars après le début de la propagation de la pandémie de Covid-19 en France. 
Aucun club ne fut sacré champion de France au terme de cette saison. Aucune promotion ni relégation n'a été effectuée. Ainsi tous les clubs, en lice au début de cette saison 2019-2020, ont redémarré le championnat 2020-2021.

## Formule de la compétition
Dix-huit équipes s'affrontent sous forme de matches aller-retour lors de la saison régulière, de septembre 2019 à mai 2020. Chaque équipe devrait disputer en conséquence trente-quatre matches, dont dix-sept à domicile et dix-sept à l'extérieur. Un classement est établi après chaque journée, se basant sur le ratio entre le nombre de victoires et le nombre de matches joués.
Au terme de la phase aller, les équipes classées de la première à la huitième place sont qualifiées pour la Leaders Cup. Cette compétition à élimination directe se déroule durant le mois de février 2020, à Disneyland Paris.
À l'issue de la saison régulière, les huit premières équipes auraient dû se qualifier pour les playoffs. Ce format était censé inclure des quarts de finale au meilleur des trois manches, puis des demi-finales et une finale au meilleur des cinq manches. Le vainqueur des playoffs aurait été désigné champion de France.

## Clubs participants

### Clubs engagés
Les seize premiers de la saison 2018-2019 de Pro A, le premier de la saison régulière ainsi que le vainqueur des playoffs d'accession du championnat de France de Pro B 2018-2019 sont engagés dans la compétition.
| Club                                   | Dernière montée | Classement 2018-2019 | Entraîneur         | Depuis | Salle                                                                        | Capacité théorique | Saisons en Pro A |
| -------------------------------------- | --------------- | -------------------- | ------------------ | ------ | ---------------------------------------------------------------------------- | ------------------ | ---------------- |
| ASVEL Lyon-Villeurbanne                | 1948            | 1er                  | Zvezdan Mitrović   | 2018   | Astroballe (Villeurbanne)                                                    | 5 643              | 71               |
| Association sportive de Monaco         | 2015            | 2e                   | Saša Obradović     | 2019   | Salle Gaston Médecin (Monaco)                                                | 3 000              | 22               |
| JDA Dijon                              | 2011            | 3e                   | Laurent Legname    | 2015   | Palais des Sports Jean-Michel-Geoffroy (Dijon)                               | 4 628              | 31               |
| Nanterre 92                            | 2011            | 4e                   | Pascal Donnadieu   | 1987   | Palais des sports Maurice-Thorez (Nanterre)                                  | 3 000              | 9                |
| Élan béarnais Pau-Lacq-Orthez          | 2013            | 5e                   | Laurent Vila       | 2017   | Palais des sports de Pau (Pau)                                               | 7 800              | 43               |
| SIG Strasbourg                         | 1999            | 6e                   | Vincent Collet     | 2016   | Rhénus Sport (Strasbourg)                                                    | 6 200              | 51               |
| Limoges CSP                            | 2012            | 7e                   | Alfred Julbe       | 2019   | Palais des sports de Beaublanc (Limoges)                                     | 5 516              | 35               |
| Le Mans Sarthe Basket                  | 1990            | 8e                   | Elric Delord       | 2019   | Antarès (Le Mans)                                                            | 6 023              | 55               |
| JL Bourg                               | 2017            | 9e                   | Savo Vučević       | 2016   | Ekinox (Bourg-en-Bresse)                                                     | 3 548              | 10               |
| Boulazac Basket Dordogne               | 2017            | 10e                  | Thomas Andrieux    | 2018   | Le Palio (Boulazac Isle Manoire)                                             | 5 200              | 4                |
| BCM Gravelines Dunkerque               | 1988            | 11e                  | Éric Bartecheky    | 2019   | Sportica (Gravelines)                                                        | 3 043              | 32               |
| Metropolitans 92                       | 2009            | 12e                  | Frédéric Fauthoux  | 2016   | Palais des sports Marcel-Cerdan (Levallois-Perret)                           | 4 016              | 52               |
| Champagne Châlons Reims Basket         | 2014            | 13e                  | Cédric Heitz       | 2017   | Complexe René-Tys (Reims) Palais des sports Coubertin (Châlons-en-Champagne) | 2 781 2 791        | 6                |
| Élan sportif chalonnais                | 1996            | 14e                  | Julien Espinosa    | 2020   | Le Colisée (Chalon-sur-Saône)                                                | 4 540              | 24               |
| Cholet Basket                          | 1987            | 15e                  | Erman Kunter       | 2018   | La Meilleraie (Cholet)                                                       | 5 191              | 33               |
| ES Saint-Michel Le Portel Côte d'Opale | 2016            | 16e                  | Jacky Périgois     | 2012   | Le Chaudron (Le Portel)                                                      | 3 500              | 3                |
| Chorale Roanne Basket                  | 2019            | 1er (Pro B)          | Jean-Denys Choulet | 2020   | Halle André-Vacheresse (Roanne)                                              | 5 020              | 13               |
| Orléans Loiret Basket                  | 2019            | 2e (Pro B)           | Germain Castano    | 2017   | Palais des sports (Orléans)                                                  | 3 222              | 11               |

Légende des couleurs
- Champion en titre
- Vice-champion en titre
- Promu de Pro B 2018-2019

### Changements d'entraîneur
| Club                     | Entraîneur(s) partant(s) | Motif du départ            | Date de départ    | Position   | Entraîneur(s) arrivant(s) | Date d'arrivée    | Ref    |
| ------------------------ | ------------------------ | -------------------------- | ----------------- | ---------- | ------------------------- | ----------------- | ------ |
| Élan Chalon              | Jean-Denys Choulet       | Consentement mutuel        | 27 mai 2019       | Pré-saison | Philippe Hervé            | 27 mai 2019       | [ 3 ]  |
| BCM Gravelines Dunkerque | Julien Mahé              | Renvoi                     | 27 mai 2019       | Pré-saison | Éric Bartecheky           | 27 mai 2019       | [ 4 ]  |
| Le Mans SB               | Éric Bartecheky          | Contrat dans un autre club | 27 mai 2019       | Pré-saison | Dounia Issa               | 29 mai 2019       | [ 5 ]  |
| Limoges CSP              | François Peronnet        | Renvoi                     | 7 juin 2019       | Pré-saison | Alfred Julbe              | 7 juin 2019       | [ 6 ]  |
| Chorale Roanne Basket    | Laurent Pluvy            | Renvoi                     | 22 octobre 2019   | 18e        | Maxime Boire              | 22 octobre 2019   | [ 7 ]  |
| Le Mans SB               | Dounia Issa              | Renvoi                     | 1er décembre 2019 | 16e        | Elric Delord (interim)    | 1er décembre 2019 | [ 8 ]  |
| ESSM Le Portel           | Éric Girard              | Retrait temporaire         | 9 décembre 2019   | 17e        | Jacky Périgois            | 9 décembre 2019   | [ 9 ]  |
| Chorale Roanne Basket    | Maxime Boire             | Accord avec le club        | 3 janvier 2020    | 17e        | Jean-Denys Choulet        | 3 janvier 2020    | [ 10 ] |
| Élan Chalon              | Philippe Hervé           | Ecarté                     | 27 janvier 2020   | 17e        | Julien Espinosa           | 28 janvier 2020   | [ 11 ] |

### Budgets
Le 3 octobre 2019, la LNB communique les budgets et masses salariales des dix-huit équipes.
| Club                                   | Budget        | Masse salariale |
| -------------------------------------- | ------------- | --------------- |
| Boulazac Basket Dordogne               | 3 794 000 €   | 1 509 000 €     |
| JL Bourg                               | 5 354 000 €   | 1 702 000 €     |
| Champagne Châlons Reims Basket         | 4 253 000 €   | 1 406 000 €     |
| Élan sportif chalonnais                | 5 452 000 €   | 1 736 000 €     |
| Cholet Basket                          | 4 601 000 €   | 1 365 000 €     |
| JDA Dijon                              | 4 967 000 €   | 1 625 000 €     |
| BCM Gravelines Dunkerque               | 5 971 000 €   | 2 066 500 €     |
| ASVEL Lyon-Villeurbanne                | 11 436 000 €  | 3 508 500 €     |
| Le Mans Sarthe Basket                  | 6 011 000 €   | 1 852 000 €     |
| ES Saint-Michel Le Portel Côte d'Opale | 3 948 000 €   | 1 250 000 €     |
| Limoges CSP                            | 7 011 000 €   | 1 950 000 €     |
| Metropolitans 92                       | 6 755 000 €   | 2 285 000 €     |
| AS Monaco                              | 9 056 000 €   | 3 595 000 €     |
| Nanterre 92                            | 5 065 000 €   | 1 758 500 €     |
| Orléans Loiret Basket                  | 4 504 000 €   | 1 531 500 €     |
| Élan béarnais Pau-Lacq-Orthez          | 5 648 000 €   | 1 620 000 €     |
| Chorale Roanne Basket                  | 3 752 000 €   | 1 339 500 €     |
| SIG Strasbourg                         | 7 624 000 €   | 2 362 500 €     |
| Moyenne                                | 5 844 556 €   | 1 914 556 €     |
| Cumulé                                 | 105 202 000 € | 34 462 000 €    |

## Saison régulière
À la suite d'une réforme des championnats professionnels de basket-ball, la Jeep Élite passera à 16 clubs en 2020-2021 au lieu de 18 en 2019-2020. La Pro B passera, quant à elle, à 20 clubs.
Pour compenser, trois clubs seront relégués en Pro B à l'issue de cette saison, tandis que seul un club accédera à la Jeep Élite la saison suivante.

### Classement
| Rang | Équipe                | %  | J  | G  | P  | Pp   | Pc   | GA   |
| ---- | --------------------- | -- | -- | -- | -- | ---- | ---- | ---- |
| 1    | Monaco F              | 84 | 25 | 21 | 4  | 2111 | 1801 | 310  |
| 2    | Lyon-Villeurbanne T C | 84 | 25 | 21 | 4  | 2140 | 1925 | 215  |
| 3    | Dijon                 | 84 | 25 | 21 | 4  | 2124 | 1868 | 256  |
| 4    | Boulogne-Levallois    | 72 | 25 | 18 | 7  | 2251 | 2186 | 65   |
| 5    | Bourg-en-Bresse       | 64 | 25 | 16 | 9  | 2082 | 2023 | 59   |
| 6    | Cholet                | 56 | 25 | 14 | 11 | 2004 | 1977 | 27   |
| 7    | Nanterre              | 56 | 25 | 14 | 11 | 2135 | 2057 | 78   |
| 8    | Limoges               | 48 | 25 | 12 | 13 | 2031 | 2032 | -1   |
| 9    | Le Mans               | 44 | 25 | 11 | 14 | 2048 | 2089 | -41  |
| 10   | Strasbourg L          | 42 | 24 | 10 | 14 | 1961 | 1987 | -26  |
| 11   | Pau-Lacq-Orthez       | 40 | 25 | 10 | 15 | 1969 | 2065 | -96  |
| 12   | Chalon-sur-Saône      | 40 | 25 | 10 | 15 | 2056 | 2201 | -145 |
| 13   | Orléans P             | 40 | 25 | 10 | 15 | 2105 | 2162 | -57  |
| 14   | Châlons-Reims         | 36 | 25 | 9  | 16 | 2084 | 2138 | -54  |
| 15   | Boulazac              | 32 | 25 | 8  | 17 | 2057 | 2124 | -67  |
| 16   | Roanne P              | 32 | 25 | 8  | 17 | 2027 | 2210 | -183 |
| 17   | Gravelines-Dunkerque  | 28 | 25 | 7  | 18 | 1896 | 2029 | -133 |
| 18   | Le Portel             | 17 | 24 | 4  | 20 | 1826 | 2033 | -207 |

| Légende :                                     |
| - Qualification pour les playoffs             |
| - Relégation en Pro B                         |
| T : Tenant du titre                           |
| F : Finaliste de Pro A 2018-2019              |
| P : Promu de Pro B 2018-2019                  |
| C : Vainqueur de la Coupe de France 2018-2019 |
| L : Vainqueur de la Leaders Cup 2019          |
| 0                                             |

### Matches
| Résultats (dom.\ext.)                                              | BOU      | B-L        | BeB    | CHA        | CHO    | CHR        | DIJ      | GRA    | LEM    | LEP    | LIM        | LYO      | MON    | NAN    | ORL      | PAU    | ROA    | STR    |
| Boulazac                                                           |          | 97-101     | -      | 70-73      | -      | -          | 68-78    | -      | 78-72  | 80-74  | 84-81      | -        | 74-70  | 91-62  | 93-97 AP | 83-84  | 96-77  | 80-86  |
| Boulogne-Levallois                                                 | -        |            | 88-78  | 92-88      | -      | 121-115 AP | 64-72    | -      | -      | -      | 108-106 AP | 76-86    | 80-71  | 101-90 | 93-87    | -      | 86-83  | 97-89  |
| Bourg-en-Bresse                                                    | 96-72    | -          |        | 109-85     | 74-72  | -          | 73-101   | 89-90  | 86-55  | 94-82  | -          | 82-85    | -      | -      | 90-79    | 84-62  | 83-71  | 80-72  |
| Chalon-sur-Saône                                                   | 71-85    | 90-98      | 64-79  |            | 89-79  | 75-83      | 78-90    | -      | 84-83  | 95-84  | -          | 99-96 AP | 56-80  | 75-73  | -        | -      | 85-84  | -      |
| Cholet                                                             | 94-90    | 74-86      | 88-60  | 93-99      |        | 76-68      | 72-85    | 83-65  | -      | 80-72  | 90-79      | 80-91    | 71-84  | -      | 70-67    | -      | 85-59  | -      |
| Châlons-Reims                                                      | 100-89   | -          | 79-81  | -          | -      |            | 86-88 AP | -      | 78-87  | 97-87  | 80-77      | 66-68    | 89-100 | 98-91  | 91-99    | 83-88  | 74-76  | -      |
| Dijon                                                              | -        | -          | 84-70  | -          | 97-68  | -          |          | 95-76  | 100-74 | 88-85  | 79-73      | 70-79    | 71-85  | 84-80  | 90-71    | 96-57  | 74-77  | -      |
| Gravelines-Dunkerque                                               | 108-106  | 70 - 80    | -      | 63-64      | 73-79  | 71-74      | 80-88    |        | -      | 64-58  | 92-80      | -        | 63-79  | -      | -        | 64-59  | 90-61  | 73-91  |
| Le Mans                                                            | 99-78    | 104-83     | 91-93  | 88-80      | 81-75  | 63-72      | -        | 70-74  |        | 109-80 | 102-84     | 85-74    | 73-66  | 79-85  | -        | -      | -      | 82-90  |
| Le Portel                                                          | 97-88 AP | 98-79      | 74-90  | -          | 71-78  | -          | 84-86    | 80-61  | 76-85  |        | -          | -        | 60-83  | 76-85  | -        | -      | 79-69  | 72-103 |
| Limoges                                                            | 88-75    | -          | 80-83  | 75-73      | -      | 92-79      | -        | 77-71  | 78-55  | 66-65  |            | 69-75    | 66-86  | -      | 99-87    | 77-70  | -      | 77-61  |
| Lyon-Villeurbanne                                                  | 78-69    | 69-79      | 104-71 | 95-70      | 85-76  | 83-76      | -        | 103-86 | -      | 94-69  | 94-84      |          | -      | -      | 97-80    | 76-68  | -      | -      |
| Monaco                                                             | 86-71    | 98-67      | 94-89  | -          | -      | 88-74      | 80-63    | 67-62  | -      | -      | -          | 79-59    |        | 79-69  | 108-76   | 89-76  | 71-65  | 86-70  |
| Nanterre                                                           | 85-78    | 66-81      | 85-70  | -          | 86-101 | 104-84     | -        | 98-80  | 98-79  | -      | 93-71      | 66-91    | -      |        | 63-68    | 101-89 | 108-79 | 85-70  |
| Orléans                                                            | -        | 85-84      | -      | 125-129 AP | 80-83  | -          | 65-85    | 90-78  | 91-99  | 110-62 | 78-84      | -        | -      | 79-78  |          | 88-87  | -      | 77-86  |
| Pau-Lacq-Orthez                                                    | -        | 110-114 AP | 87-93  | 92-86      | 82-83  | 75-82      | 64-81    | 89-80  | 85-64  | 64-57  | -          | -        | 75-101 | -      | 82-60    |        | -      | 74-73  |
| Roanne                                                             | 83-68    | 116-108    | -      | 108-94     | -      | 96-89      | 87-93    | 81-109 | 100-84 | -      | 73-89      | 69-73    | -      | 79-102 | 82-81    | 97-100 |        | 83-84  |
| Strasbourg                                                         | -        | 81-97      | -      | 95-75      | 75-80  | 69-83      | 72-82    | -      | -      | -      | 105-100 AP | 88-89    | 83-98  | 90-93  | 77-80    | 69-65  | -      |        |
| - Victoire à domicile - Victoire à l'extérieur - Match non disputé |          |            |        |            |        |            |          |        |        |        |            |          |        |        |          |        |        |        |

### Évolution du classement
| Journées →           | 1  | 2  | 3  | 4  | 5  | 6  | 7  | 8  | 9  | 10 | 11 | 12 | 13 | 14 | 15 | 16 | 17 | 18 | 19 | 20 | 21 | 22 | 23 | 24 | 25 | 26 | 27 | 28 | 29 | 30 | 31 | 32 | 33 | 34 | PO | Rel. |
|                      |    |    |    |    |    |    |    |    |    |    |    |    |    |    |    |    |    |    |    |    |    |    |    |    |    |    |    |    |    |    |    |    |    |    |    |      |
| -------------------- | -- | -- | -- | -- | -- | -- | -- | -- | -- | -- | -- | -- | -- | -- | -- | -- | -- | -- | -- | -- | -- | -- | -- | -- | -- | -- | -- | -- | -- | -- | -- | -- | -- | -- | -- | ---- |
| Boulazac             | 4  | 13 | 17 | 17 | 13 | 8  | 8  | 9  | 9  | 10 | 10 | 14 | 16 | 14 | 16 | 17 | 17 | 17 | 17 | 15 | 17 | 17 | 15 | 17 |    |    |    |    |    |    |    |    |    |    | 3  | 10   |
| Boulogne-Levallois   | 5  | 3  | 3  | 3  | 2  | 2  | 2  | 2  | 2  | 2  | 2  | 4  | 4  | 4  | 4  | 4  | 4  | 4  | 4  | 4  | 4  | 4  | 4  | 4  |    |    |    |    |    |    |    |    |    |    | 24 |      |
| Bourg-en-Bresse      | 3  | 4  | 5  | 4  | 5  | 4  | 3  | 6  | 6  | 6  | 5  | 6  | 6  | 6  | 6  | 6  | 6  | 6  | 6  | 5  | 6  | 6  | 5  | 5  |    |    |    |    |    |    |    |    |    |    | 24 |      |
| Chalon-sur-Saône     | 9  | 11 | 15 | 15 | 12 | 15 | 16 | 16 | 17 | 18 | 18 | 18 | 17 | 17 | 15 | 13 | 13 | 13 | 13 | 17 | 15 | 14 | 13 | 10 |    |    |    |    |    |    |    |    |    |    |    | 9    |
| Châlons-Reims        | 13 | 8  | 9  | 7  | 6  | 7  | 9  | 8  | 7  | 8  | 8  | 9  | 15 | 11 | 9  | 12 | 12 | 12 | 12 | 10 | 12 | 13 | 14 | 14 |    |    |    |    |    |    |    |    |    |    | 8  |      |
| Cholet               | 1  | 7  | 8  | 8  | 7  | 6  | 6  | 5  | 4  | 5  | 6  | 5  | 5  | 5  | 5  | 5  | 5  | 5  | 5  | 6  | 5  | 5  | 6  | 6  |    |    |    |    |    |    |    |    |    |    | 24 |      |
| Dijon                | 8  | 5  | 4  | 5  | 4  | 5  | 4  | 3  | 5  | 4  | 4  | 3  | 3  | 3  | 3  | 3  | 3  | 3  | 3  | 3  | 3  | 3  | 2  | 1  |    |    |    |    |    |    |    |    |    |    | 24 |      |
| Gravelines-Dunkerque | 12 | 18 | 14 | 9  | 9  | 11 | 7  | 7  | 8  | 9  | 9  | 11 | 14 | 12 | 14 | 15 | 15 | 16 | 14 | 16 | 16 | 16 | 17 | 16 |    |    |    |    |    |    |    |    |    |    | 3  | 7    |
| Le Mans              | 15 | 17 | 12 | 13 | 11 | 14 | 10 | 11 | 13 | 14 | 16 | 13 | 9  | 9  | 8  | 9  | 9  | 7  | 7  | 8  | 8  | 8  | 9  | 9  |    |    |    |    |    |    |    |    |    |    | 6  | 2    |
| Le Portel            | 11 | 14 | 18 | 18 | 15 | 17 | 18 | 17 | 18 | 15 | 17 | 17 | 18 | 18 | 18 | 18 | 18 | 18 | 18 | 18 | 18 | 18 | 18 | 18 |    |    |    |    |    |    |    |    |    |    |    | 20   |
| Limoges              | 17 | 10 | 13 | 14 | 17 | 13 | 15 | 12 | 12 | 11 | 12 | 12 | 10 | 15 | 11 | 10 | 10 | 11 | 9  | 9  | 9  | 9  | 8  | 8  |    |    |    |    |    |    |    |    |    |    | 2  | 2    |
| Lyon-Villeurbanne    | 2  | 2  | 2  | 2  | 1  | 1  | 1  | 1  | 1  | 1  | 1  | 1  | 1  | 1  | 1  | 1  | 2  | 2  | 2  | 1  | 1  | 2  | 3  | 3  |    |    |    |    |    |    |    |    |    |    | 24 |      |
| Monaco               | 6  | 1  | 1  | 1  | 3  | 3  | 5  | 4  | 3  | 3  | 3  | 2  | 2  | 2  | 2  | 2  | 1  | 1  | 1  | 2  | 2  | 1  | 1  | 2  |    |    |    |    |    |    |    |    |    |    | 24 |      |
| Nanterre             | 10 | 6  | 7  | 6  | 8  | 9  | 11 | 13 | 14 | 16 | 11 | 10 | 8  | 8  | 10 | 7  | 7  | 8  | 8  | 7  | 7  | 7  | 7  | 7  |    |    |    |    |    |    |    |    |    |    | 15 | 1    |
| Orléans              | 14 | 15 | 11 | 12 | 16 | 12 | 14 | 15 | 11 | 12 | 13 | 8  | 11 | 16 | 12 | 14 | 14 | 15 | 15 | 14 | 11 | 12 | 12 | 12 |    |    |    |    |    |    |    |    |    |    | 1  | 2    |
| Pau-Lacq-Orthez      | 7  | 9  | 10 | 10 | 10 | 10 | 12 | 14 | 15 | 13 | 14 | 15 | 12 | 10 | 13 | 11 | 11 | 10 | 11 | 12 | 10 | 11 | 11 | 13 |    |    |    |    |    |    |    |    |    |    | 1  |      |
| Roanne               | 18 | 12 | 16 | 16 | 18 | 18 | 17 | 18 | 16 | 17 | 15 | 16 | 13 | 13 | 17 | 16 | 16 | 14 | 16 | 13 | 14 | 15 | 16 | 15 |    |    |    |    |    |    |    |    |    |    |    | 14   |
| Strasbourg           | 16 | 16 | 6  | 11 | 14 | 16 | 13 | 10 | 10 | 7  | 7  | 7  | 7  | 7  | 7  | 8  | 8  | 9  | 10 | 11 | 13 | 10 | 10 | 11 |    |    |    |    |    |    |    |    |    |    | 9  | 3    |

En gras, les équipes comptant un match en avance ; en gras et souligné, les équipes comptant deux matchs d'avance :
1. ↑  Boulazac - Boulogne-Levallois, match de la 11e journée, est avancé entre la 6e et la 7e journée.
2. ↑  ASVEL - Boulazac, match de la 14e journée, est avancé entre la 1re et la 2e journée en raison d'une collision de calendrier entre le championnat de France et l'Euroligue, compétition à laquelle participe l'ASVEL cette année.
3. ↑  8 matchs de la 17e journée sont avancés afin de permettre aux joueurs professionnels de respecter la trève hivernale de sept jours pleins :
  - Gravelines-Dunkerque - Le Portel est avancé entre la 6e et la 7e journée ;
  - Châlons-Reims - Orléans est avancé entre la 9e et la 10e journée ;
  - Boulazac - Strasbourg, Chalon - Cholet, Dijon - Roanne, Limoges - Bourg et Nanterre - Pau-Lacq-Orthez sont avancés entre la 10e et la 11e journée ;
  - Le Mans - Boulogne-Levallois est avancé entre la 11e et la 12e journée.

En italique, les équipes comptant un match en retard :
1. ↑  Nanterre - ASVEL, match de la 8e journée, est reporté entre la 11e et la 12e journée.
2. ↑  Bourg - Roanne, match de la 10e journée, est reporté entre la 11e et la 12e journée.
3. ↑  Strasbourg - Le Portel et ASVEL - Monaco, matchs de la 24e journée, sont reportés à une date ultérieure en raison de l'épidémie de coronavirus.

### Leaders statistiques
Source : Site de la LNB
| Catégorie                      | Joueur            | Équipe                  | Statistique |
| ------------------------------ | ----------------- | ----------------------- | ----------- |
| Points par match               | Miralem Halilovic | Orléans                 | 17,6        |
| Rebonds par match              | Chris Horton      | Cholet                  | 9           |
| Passes décisives par match     | Brandon Taylor    | Le Mans                 | 7,1         |
| Interceptions par match        | Briante Weber     | Boulogne-Levallois      | 2,8         |
| Contres par match              | Vitalis Chikoko   | Boulogne-Levallois      | 2           |
| Pourcentage de tirs            | Nianta Diarra     | Cholet                  | 67,1 %      |
| Pourcentage à 3 points         | Charles Kahudi    | ASVEL Lyon-Villeurbanne | 52,6 %      |
| Pourcentage aux lancers francs | Kenny Chery       | Nanterre                | 96,5 %      |
| Évaluation                     | Chris Horton      | Cholet                  | 23,6        |

### Records statistiques
Source : Site de la LNB
| Catégorie                  | Joueur                 | Équipe               | Journée | Adversaire           | Statistique |
| -------------------------- | ---------------------- | -------------------- | ------- | -------------------- | ----------- |
| Points par match           | Miralem Halilovic      | Orléans              | J15     | Boulazac             | 38          |
| Rebonds par match          | Alpha Kaba             | Boulazac             | J7      | Nanterre             | 19          |
| Passes décisives par match | Michael Thompson       | Gravelines-Dunkerque | J3      | Boulazac             | 16          |
| Interceptions par match    | Isaia Cordinier        | Nanterre             | J2      | Gravelines-Dunkerque | 6           |
| Interceptions par match    | Briante Weber (3 fois) | Boulogne-Levallois   | J7      | Roanne               | 6           |
| Interceptions par match    | Briante Weber (3 fois) | Boulogne-Levallois   | J15     | Gravelines-Dunkerque | 6           |
| Interceptions par match    | Briante Weber (3 fois) | Boulogne-Levallois   | J17     | Le Mans              | 6           |
| Interceptions par match    | Abdoulaye N'doye       | Cholet               | J12     | Châlons-Reims        | 6           |
| Interceptions par match    | Christopher Evans      | Orléans              | J17     | Châlons-Reims        | 6           |
| Interceptions par match    | Dee Bost               | Monaco               | J21     | Boulazac             | 6           |
| Évaluation                 | Miralem Halilovic      | Orléans              | J15     | Boulazac             | 46          |

## Playoffs
En raison de la pandémie de la COVID-19, la LNB a acté pour une saison blanche, annulant ainsi les play-offs. Aucune équipe n’a joué de matchs de play-offs cette année-ci.

## Récompenses individuelles

### Trophées LNB
- SNB MVP Jeep Élite :
- Meilleur jeune :
- Meilleur entraîneur :
- Meilleur arbitre :

### Trophées hebdomadaires

#### MVPs par journée
| Journée | Joueur                  | Équipe                 | Évaluation   |
| ------- | ----------------------- | ---------------------- | ------------ |
| 1       | Briante Weber (1/2)     | Metropolitans 92 (1/7) | 32           |
| 2       | Danilo Anđušić (1/1)    | JL Bourg (1/2)         | 33           |
| 3       | Travis Trice (1/1)      | SIG Strasbourg (1/2)   | 30           |
| 4       | Yannis Morin (1/1)      | Châlons-Reims (1/1)    | 38           |
| 5       | Frank Hassell (1/1)     | ESSM Le Portel (1/1)   | 27           |
| 6       | Briante Weber (2/2)     | Metropolitans 92 (2/7) | 29           |
| 7       | Vitalis Chikoko (1/4)   | Metropolitans 92 (3/7) | 37           |
| 8       | David Holston (1/1)     | JDA Dijon (1/1)        | 38           |
| 9       | Marcquise Reed (1/1)    | Chorale Roanne (1/2)   | 35           |
| 10      | Rob Gray (1/1)          | Metropolitans 92 (4/7) | 42           |
| 11      | Kenny Chery (1/1)       | Nanterre 92 (1/2)      | 33           |
| 12      | Abdoulaye N'doye (1/1)  | Cholet Basket (1/1)    | 32           |
| 13      | Ekene Ibekwe (1/1)      | Élan béarnais (1/1)    | 29           |
| 14      | Isaïa Cordinier (1/1)   | Nanterre 92 (2/2)      | 34           |
| 15      | Miralem Halilović (1/2) | Orléans LB (1/3)       | 46           |
| 16      | Vitalis Chikoko (2/4)   | Metropolitans 92 (5/7) | 35           |
| 17      | Brandon Taylor (1/1)    | Le Mans SB (1/1)       | 35           |
| 18      | Zachery Peacock (1/1)   | JL Bourg (2/2)         | 32           |
| 19      | Vitalis Chikoko (3/4)   | Metropolitans 92 (6/7) | 37           |
| 20      | Ian Miller (1/1)        | Chorale Roanne (2/2)   | 39           |
| 21      | Miralem Halilović (2/2) | Orléans LB (2/3)       | 30           |
| 22      | Scottie Reynolds (1/1)  | SIG Strasbourg (2/2)   | 37           |
| 23      | Vitalis Chikoko (4/4)   | Metropolitans 92 (7/7) | 30           |
| 24      | Non attribué            | Non attribué           | Non attribué |
| 25      | Brandon Jefferson (1/1) | Orléans LB (3/3)       | 33           |

#### DLSI Sixième homme par journée
| Journée | Joueur                    | Équipe                        | Évaluation   |
| ------- | ------------------------- | ----------------------------- | ------------ |
| 1       | Junior Etou (1/1)         | Cholet (1/1)                  | 19           |
| 2       | Nic Moore (1/2)           | Châlons-Reims (1/4)           | 21           |
| 3       | Benjamin Sene (1/2)       | Gravelines-Dunkerque (1/2)    | 23           |
| 4       | Spencer Butterfield (1/2) | Nanterre (1/3)                | 24           |
| 5       | Blake Schilb (1/1)        | Châlons-Reims (2/4)           | 19           |
| 6       | Richard Solomon (1/3)     | Dijon (1/5)                   | 23           |
| 7       | Alpha Kaba (1/1)          | Boulazac (1/1)                | 29           |
| 8       | J. J. O'Brien (1/1)       | Monaco (1/2)                  | 28           |
| 9       | Marcquise Reed (1/1)      | Roanne (1/1)                  | 35           |
| 10      | Joe Alexander (1/1)       | Le Portel (1/1)               | 29           |
| 11      | Rasheed Sulaimon (1/1)    | Dijon (2/5)                   | 25           |
| 12      | Norris Cole (1/1)         | Monaco (2/2)                  | 22           |
| 13      | Marcus Thornton (1/1)     | Chalon-sur-Saône (1/1)        | 26           |
| 14      | Nic Moore (2/2)           | Châlons-Reims (3/4)           | 22           |
| 15      | Jimmy Baron (1/1)         | Châlons-Reims (4/4)           | 23           |
| 16      | Pierre Pelos (1/1)        | Bourg-en-Bresse (1/1)         | 24           |
| 17      | Spencer Butterfield (2/2) | Nanterre (2/3)                | 25           |
| 18      | Axel Julien (1/1)         | Dijon (3/5)                   | 22           |
| 19      | Benjamin Sene (2/2)       | Gravelines-Dunkerque (2/2)    | 26           |
| 20      | Richard Solomon (2/3)     | Dijon (4/5)                   | 29           |
| 21      | Damien Bouquet (1/1)      | Nanterre (3/3)                | 20           |
| 22      | Richard Solomon (3/3)     | Dijon (5/5)                   | 23           |
| 23      | Rob Gray (1/1)            | Metropolitans 92 (1/1)        | 22           |
| 24      | Non attribué              | Non attribué                  | Non attribué |
| 25      | Guerschon Yabusele (1/1)  | ASVEL Lyon-Villeurbanne (1/1) | 25           |

#### Cinq All-Stars
Après chacune des 10 premières journées, la rédaction basket de RMC Sport désigne le "Cinq All Stars France" et le "Cinq All Stars Monde". Les 5 "All Stars France" et les 5 "All Stars Monde" ayant reçu le plus grand nombre de désignations (3 extérieurs / 2 intérieurs) seront sélectionnés pour le All-Star Game 2019.
| Journée | PG                                                                                     | SG                                                                                          | SF                                                                                 | PF                                                                                  | C                                                                                          |
| ------- | -------------------------------------------------------------------------------------- | ------------------------------------------------------------------------------------------- | ---------------------------------------------------------------------------------- | ----------------------------------------------------------------------------------- | ------------------------------------------------------------------------------------------ |
| 1       | Antoine Diot (1/2) LDLC ASVEL (1/9) Briante Weber (1/5) Metropolitans 92 (1/14)        | Edwin Jackson (1/2) LDLC ASVEL (2/9) Dylan Ennis (1/1) AS Monaco (1/9)                      | Jérémy Leloup (1/1) JDA Dijon (1/7) Chris Johnson (1/1) Bourg-en-Bresse (1/5)      | Yannis Morin (1/4) Châlons Reims (1/6) Chris Horton (1/3) Cholet (1/6)              | Alpha Kaba (1/2) Boulazac (1/2) Tonye Jekiri (1/1) LDLC ASVEL (3/9)                        |
| 2       | Jean-Baptiste Maille (1/2) Châlons Reims (2/6) Zack Wright (1/2) Bourg-en-Bresse (2/5) | Billy Yakuba Ouattara (1/2) AS Monaco (2/9) Rob Gray (1/3) Metropolitans 92 (2/14)          | Isaïa Cordinier (1/1) Nanterre 92 (1/2) Danilo Anđušić (1/2) Bourg-en-Bresse (3/5) | Livio Jean-Charles (1/2) LDLC ASVEL (4/9) Adreian Payne (1/1) LDLC ASVEL (5/9)      | Wilfried Yeguete (1/1) AS Monaco (3/9) Vitalis Chikoko (1/5) Metropolitans 92 (3/14)       |
| 3       | Antoine Eito (1/3) Le Mans (1/5) David Holston (1/2) JDA Dijon (2/7)                   | Billy Yakuba Ouattara (2/2) AS Monaco (4/9) Travis Trice (1/1) Strasbourg (1/3)             | Paul Lacombe (1/2) AS Monaco (5/9) Rob Gray (2/3) Metropolitans 92 (4/14)          | Alexandre Chassang (1/2) JDA Dijon (3/7) D. J. Stephens (1/1) Le Mans (2/5)         | Alain Koffi (1/1) Gravelines-Dunkerque (1/4) Vitalis Chikoko (2/5) Metropolitans 92 (5/14) |
| 4       | Antoine Diot (2/2) LDLC ASVEL (6/9) Briante Weber (2/5) Metropolitans 92 (6/14)        | Jean-Baptiste Maille (2/2) Châlons Reims (3/6) Rob Gray (3/3) Metropolitans 92 (7/14)       | Abdoulaye N'doye (1/2) Cholet (2/6) Danilo Anđušić (2/2) Bourg-en-Bresse (4/5)     | Yannis Morin (2/4) Châlons Reims (4/6) Erik McCree (1/1) Gravelines-Dunkerque (2/4) | Nicolas de Jong (1/2) Pau-Lacq-Orthez (1/1) Vitalis Chikoko (3/5) Metropolitans 92 (8/14)  |
| 5       | Antoine Eito (2/3) Le Mans (3/5) Briante Weber (3/5) Metropolitans 92 (9/14)           | Abdoulaye N'doye (2/2) Cholet (3/6) Semaj Christon (1/1) Limoges (1/2)                      | Edwin Jackson (2/2) LDLC ASVEL (7/9) Obi Emegano (1/1) Le Mans (4/5)               | Yannis Morin (3/4) Châlons Reims (5/6) Frank Hassell (1/1) Le Portel (1/1)          | Alexandre Chassang (2/2) JDA Dijon (4/7) Youssou Ndoye (1/1) Nanterre 92 (2/2)             |
| 6       | Axel Julien (1/2) JDA Dijon (5/7) Michael Stockton (1/1) Cholet (4/6)                  | Benjamin Sene (1/2) Gravelines-Dunkerque (3/4) Briante Weber (4/5) Metropolitans 92 (10/14) | Nicolas Lang (1/1) Limoges (2/2) Dee Bost (1/1) AS Monaco (6/9)                    | Kim Tillie (1/1) AS Monaco (7/9) Miralem Halilović (1/1) Orléans (1/2)              | Nicolas de Jong (2/2) Pau-Lacq-Orthez (2/2) Vitalis Chikoko (4/5) Metropolitans 92 (11/14) |
| 7       | Axel Julien (2/2) JDA Dijon (6/7) David Holston (2/2) JDA Dijon (7/7)                  | Antoine Eito (3/3) Le Mans (5/5) Briante Weber (5/5) Metropolitans 92 (12/14)               | Benjamin Sene (2/2) Gravelines-Dunkerque (4/4) Gabe York (1/1) Strasbourg (2/3)    | Livio Jean-Charles (2/2) LDLC ASVEL (8/9) Chris Horton (2/3) Cholet (5/6)           | Alpha Kaba (2/2) Boulazac (2/2) Vitalis Chikoko (5/5) Metropolitans 92 (13/14)             |
| 8       | Pas de nomination                                                                      | Pas de nomination                                                                           | Pas de nomination                                                                  | Pas de nomination                                                                   | Pas de nomination                                                                          |
| 9       | Paul Lacombe (2/2) AS Monaco (8/9) Zack Wright (2/2) Bourg-en-Bresse (5/5)             | Sadio Doucouré (1/1) Metropolitans 92 (14/14) Anthony Clemmons (1/1) AS Monaco (9/9)        | Charles Kahudi (1/1) LDLC ASVEL (9/9) Marcquise Reed (1/1) Roanne (1/1)            | Damien Inglis (1/1) Strasbourg (3/3) Christopher Evans (1/1) Orléans (2/2)          | Yannis Morin (4/4) Châlons-Reims (6/6) Chris Horton (3/3) Cholet (6/6)                     |
| 10      | Pas de nomination                                                                      | Pas de nomination                                                                           | Pas de nomination                                                                  | Pas de nomination                                                                   | Pas de nomination                                                                          |

## Clubs engagés en Coupe d'Europe

### Euroligue
| Équipe     | Saison régulière | Saison régulière | Playoffs                              | Playoffs                              | Bilan général  |
| Équipe     | Résultat         | Vic-Déf (%Vic)   | Résultat                              | Vic-Déf (%Vic)                        | Vic-Déf (%Vic) |
| ---------- | ---------------- | ---------------- | ------------------------------------- | ------------------------------------- | -------------- |
| LDLC ASVEL | 15e              | 10 - 18 (36%)    | Saison annulée - Pandémie de Covid-19 | Saison annulée - Pandémie de Covid-19 | 10 - 18 (36%)  |

### EuroCoupe
| Équipe      | Saison régulière | Saison régulière | Top 16        | Top 16         | Playoffs                              | Playoffs                              | Bilan général  |
| Équipe      | Résultat         | Vic-Déf (%Vic)   | Résultat      | Vic-Déf (%Vic) | Résultat                              | Vic-Déf (%Vic)                        | Vic-Déf (%Vic) |
| ----------- | ---------------- | ---------------- | ------------- | -------------- | ------------------------------------- | ------------------------------------- | -------------- |
| AS Monaco   | 3e, groupe A     | 6 - 4 (60%)      | 1er, groupe G | 4 - 2 (66%)    | Saison annulée - Pandémie de Covid-19 | Saison annulée - Pandémie de Covid-19 | 10 - 6 (63%)   |
| Nanterre 92 | 5e, groupe C     | 4 - 6 (40%)      | Éliminé       | Éliminé        | Éliminé                               | Éliminé                               | 4 - 6 (40%)    |
| Limoges CSP | 6e, groupe B     | 2 - 8 (20%)      | Éliminé       | Éliminé        | Éliminé                               | Éliminé                               | 2 - 8 (20%)    |

### Ligue des Champions
| Équipe          | Qualifications                                | Qualifications                                | Saison régulière | Saison régulière | Playoffs  | Playoffs       | Bilan général  |
| Équipe          | Résultat                                      | Vic-Déf (%Vic)                                | Résultat         | Vic-Déf (%Vic)   | Stade     | Vic-Déf (%Vic) | Vic-Déf (%Vic) |
| --------------- | --------------------------------------------- | --------------------------------------------- | ---------------- | ---------------- | --------- | -------------- | -------------- |
| JDA Dijon       | Directement qualifié pour la saison régulière | Directement qualifié pour la saison régulière | 2e, groupe D     | 9 - 5 (64%)      | Troisième | 4 - 2 (66%)    | 13 - 7 (65%)   |
| Pau-Lacq-Orthez | Directement qualifié pour la saison régulière | Directement qualifié pour la saison régulière | 7e, groupe B     | 5 - 9 (36%)      | Éliminé   | Éliminé        | 5 - 9 (36%)    |
| SIG Strasbourg  | Directement qualifié pour la saison régulière | Directement qualifié pour la saison régulière | 7e, groupe A     | 4 - 10 (29%)     | Éliminé   | Éliminé        | 4 - 10 (29%)   |

### Coupe d'Europe FIBA
Aucun club français ne participe à cette compétition.